# بیوک میرزایی
بیوک میرزایی (زاده ۹ مرداد ۱۳۳۴ در تهران) بازیگر تلویزیون، سینما و رادیو اهل ایران است.

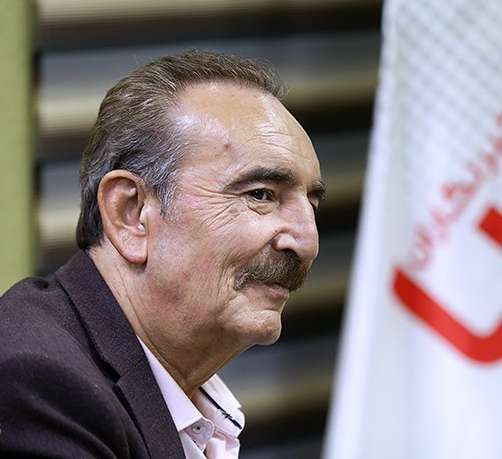
بیوک میرزایی - مراسم تجلیل از هنرمندان برنامه رادیویی صبح جمعه با شما ۱۷ تیر ۱۳۹۷

## زندگی
بیوک میرزایی فارغ‌التحصیل رشته علوم سیاسی دانشگاه آزاد اسلامی است.
وی در سال ۱۳۴۹ در سن ۱۵ سالگی، به یادگیری رشته بازیگری در «هنرکده هنرپیشگی آناهیتا» پرداخت. سپس از سال ۱۳۶۲ و با حضور در نمایش تلویزیونی «آینه خیال» به کارگردانی داوود میرباقری، کارش را در تلویزیون آغاز نمود و از سال ۱۳۶۳ نیز با برنامه صبح جمعه با شما، حضور در رادیو را تجربه نمود. وی در ۱۳۶۸ در سریال «آقای دلار» به کارگردانی «مجید بهشتی» بازی کرد.
آغاز فعالیت بیوک میرزایی در سینما، در سال ۱۳۶۷ و با فیلم به کارگردانی «سعید ابراهیمی‌فر» بود.

## حاشیه‌ها
وی در یک برنامه تلویزیونی که در شبکه ۵ صداوسیما دعوت شده بود، هنگام نمایش تصویر غلامحسین محسنی اژه‌ای، رئیس قوه قضائیه جمهوری اسلامی او را «قالتاق» خواند، که بعداً عذر خواهی کرد.

## فیلم‌شناسی

### سینما
1. خوک (۱۳۹۶)
2. اخراجی‌ها ۲ (۱۳۸۷)
3. پسران آجری (۱۳۸۵)
4. از دوردست (۱۳۸۴)
5. خانه روشن (۱۳۸۴)
6. واکنش پنجم (۱۳۸۱)
7. بمانی (۱۳۸۰)
8. عشق شیشه‌ای (۱۳۷۸)
9. آشوبگران (۱۳۷۷)
10. تعطیلات تابستانی (۱۳۷۴)
11. تنگنا (۱۳۷۴)
12. حادثه در کندوان (۱۳۷۴)
13. دادستان (۱۳۷۰)
14. ابلیس (۱۳۶۹)
15. نار و نی (۱۳۶۷)

### تلویزیون
| سال       | نام                                | سمت          | کارگردان                                  | توضیحات                                                                      |
| --------- | ---------------------------------- | ------------ | ----------------------------------------- | ---------------------------------------------------------------------------- |
| ۱۳۹۸–۱۴۰۲ | آتش و باد                          | بازیگر       | مجتبی راعی                                | اسفند ۱۴۰۱ از شبکه سه                                                        |
| ۱۴۰۰      | روزگار جوانی ۳                     | بازیگر       | اصغر توسلی                                | پخش شبکه پنج                                                                 |
| ۱۳۹۶      | افسانه هزارپایان                   | بازیگر       | شهاب عباسی                                | پخش شبکه نسیم                                                                |
| ۱۳۹۵      | برادر                              | بازیگر       | جواد افشار                                | پخش شبکه دو ماه رمضان                                                        |
| ۱۳۹۴      | تله‌فیلم «هوای خنک»                 | بازیگر       | سیدمحسن میرحسینی                          | شبکه افق                                                                     |
| ۱۳۹۴      | کیمیا                              | بازیگر       | جواد افشار                                |                                                                              |
| ۱۳۹۴      | یادداشت‌های یک زن خانه‌دار           | بازیگر       | مسعود کرامتی                              | شبکه تهران                                                                   |
| ۱۳۹۴      | فوق سری                            | بازیگر       | مهدی فخیم‌زاده                             | پخش از شبکه ۱ ویژه نوروز ۹۴                                                  |
| ۱۳۹۳      | تله‌فیلم «اتفاق»                    | بازیگر       | رضا حسین‌آبادی                             |                                                                              |
| ۱۳۹۱      | دزد و پلیس                         | بازیگر       | سعید آقاخانی                              |                                                                              |
| ۱۳۹۱      | کلاه پهلوی                         | بازیگر       | سید ضیاءالدین دری                         | آغاز پیش تولید از سال ۱۳۸۳ و آغاز فیلمبرداری از ۱۳۸۵ بوده‌است.                |
| ۱۳۹۱      | قهر و آشتی                         | بازیگر       | علی ژکان                                  | شبکه ۱                                                                       |
| ۱۳۹۱      | تله‌فیلم «حرف مردم»                 | بازیگر       | داریوش یاری                               | شبکه ۳                                                                       |
| ۱۳۹۰      | تله‌فیلم «آبی عمیق»                 | بازیگر       | حسن لفافیان                               | سیمای مرکز خلیج‌فارس                                                          |
| ۱۳۹۰–۱۳۹۱ | عملیات ۱۲۵ - سری سوم               | بازیگر       | مسعود آب‌پرور                              |                                                                              |
| ۱۳۸۹–۱۳۹۱ | شاید برای شما هم اتفاق بیفتد       | بازیگر       | محمود معظمی                               | بازی در اپیزود «دروغ»                                                        |
| ۱۳۸۹      | تله‌فیلم «شهرام و بهرام»            | بازیگر       | شهراد خادم                                |                                                                              |
| ۱۳۸۹      | تله‌فیلم «شاهد»                     | بازیگر       | نادر طریقت                                |                                                                              |
| ۱۳۸۷      | مرد دوهزارچهره                     | بازیگر       | مهران مدیری                               |                                                                              |
| ۱۳۸۶–۱۳۸۴ | مدار صفر درجه                      | بازیگر       | حسن فتحی                                  |                                                                              |
| ۱۳۸۵–۱۳۸۶ | آرزوهای شیرین                      | بازیگر       | سید وحید حسینی                            | در برنامه خانواده شبکه ۱ پخش شد.                                             |
| ۱۳۸۵      | پنجره                              | بازیگر       | سید وحید حسینی                            |                                                                              |
| ۱۳۸۵      | روز رفتن                           | بازیگر       | جواد افشار                                |                                                                              |
| ۱۳۸۵      | باران بهاری                        | بازیگر       | مسعود رشیدی                               |                                                                              |
| ۱۳۸۴      | رقص پرواز                          | بازیگر       | احمد مرادپور                              |                                                                              |
| ۱۳۸۴      | پای پیاده                          | بازیگر       | اصغر توسلی                                |                                                                              |
| ۱۳۸۴      | یک مشت پر عقاب                     | بازیگر       | اصغر هاشمی                                |                                                                              |
| ۱۳۸۴      | عسل‌ها و مثل‌ها (سری دوم)            | بازیگر       | مجتبی یاسینی                              | پخش در رمضان ۸۴                                                              |
| ۱۳۸۲      | معما                               | بازیگر مهمان | بازیگر مهمان در اپیزود «همهٔ رویاهای هستی» |                                                                              |
| ۱۳۸۲      | این سه نفر                         | بازیگر       | اصغر توسلی                                |                                                                              |
| ۱۳۸۱      | مهمان‌پذیر طوبی                     | بازیگر مهمان | منوچهر پوراحمد                            | در نوروز ۱۳۸۳ از شبکه ۱ پخش شد.                                              |
| ۱۳۸۱      | بررسی یک پرونده                    | بازیگر       | علاءالدین رحیمی                           | بازیگری در اپیزود «مسافران دره مرگ» از برنامه «سیمای خانواده» پخش می‌شد.      |
| ۱۳۸۱      | تن‌ها                               | بازیگر       | سید جواد هاشمی                            |                                                                              |
| ۱۳۸۱      | خاتون                              | بازیگر       | فیاض موسوی                                |                                                                              |
| ۱۳۸۰      | روزهای آرزو                        | بازیگر       | شاهرخ حمیدی‌مقدم                           |                                                                              |
| ۱۳۸۰      | گم‌گشته                             | بازیگر       | رامبد جوان                                | ماه رمضان ۸۰ از شبکه ۱ پخش شد.                                               |
| ۱۳۸۰      | دانش‌سرا                            | بازیگر       | محمد عمرانی                               | در «سیمای خانواده» پخش می‌شد.                                                 |
| ۱۳۷۹      | دختران                             | بازیگر مهمان | اصغر توسلی                                | بازی در اپیزود «پری»                                                         |
| ۱۳۷۹      | خندان                              | بازیگر       | قاسم جعفری                                | مجموعهٔ ۱۳ قسمتی از تولیدات شبکهٔ جهانی جام‌جم                                  |
| ۱۳۷۹      | ماجراهای خانه قدیمی                | بازیگر       | اسماعیل میهن‌دوست                          |                                                                              |
| ۱۳۷۹      | امواج جادویی                       | بازیگر       | محمد عمرانی                               |                                                                              |
| ۱۳۷۹      | دختران                             | بازیگر       | اصغر توسلی                                |                                                                              |
| ۱۳۷۹      | پانزده مسافر                       | بازیگر       | مهدی طاهری                                | هر روز ظهر از «سیمای خانواده» پخش می‌شد.                                      |
| ۱۳۷۷      | همشاگردی‌ها                         | بازیگر       | احمد نجیب‌زاده مسعود شاه‌محمدی              | در دهه فجر ۱۳۷۷ پخش شد.                                                      |
| ۱۳۷۷      | روزگار جوانی                       | بازیگر       | اصغر توسلی شاپور قریب                     | فیلمنامه: «اصغر فرهادی»                                                      |
| ۱۳۷۷      | چشم‌به‌راه                           | بازیگر       | اصغر فرهادی                               | شبکه تهران کارگردان تلویزیونی: «مهتاج نجومی»                                 |
| ۱۳۷۶      | زیر یک سقف                         | بازیگر       | عبدالله صادقی                             | هر روز ظهر از «سیمای خانواده» پخش می‌شد.                                      |
| ۱۳۷۶      | پسری به نام قدرت                   | بازیگر       |                                           | از برنامه کودک شبکه ۲ پخش می‌شد.                                              |
| ۱۳۷۶      | پهلوانان نمی‌میرند                  | بازیگر       | حسن فتحی                                  | کارگردان تلویزیونی: «بیژن صمصامی»                                            |
| ۱۳۷۵      | خانه سبز                           | بازیگر       | بیژن بیرنگ                                | شبکه دو                                                                      |
| ۱۳۷۵      | گریز                               | بازیگر       | کریم آتشی                                 | مجموعهٔ پلیسی ۲۰ قسمتی                                                        |
| ۱۳۷۵      | زندگی                              | بازیگر       | محمدرضا اعلامی                            | این مجموعه در آغاز «قصه‌ها» نام داشت. بازی در اپیزودهای «شرط‌بندی» و «خاک طلا» |
| ۱۳۷۴      | در تاریکی شب                       | بازیگر       | علی آقابابایی                             |                                                                              |
| ۱۳۷۴      | لحظه‌های آشنا                       | بازیگر       | سیدمجتبی یاسینی                           | در ایام رمضان، در برنامه کودک و نوجوان پخش می‌شد.                             |
| ۱۳۷۴–۱۳۷۰ | دهه انقلاب                         | بازیگر       | فرید نیکخواه‌آزاد محمدرضا مجد              |                                                                              |
| ۱۳۷۳–۱۳۷۲ | باغ گیلاس                          | بازیگر       | مجید بهشتی                                | شبکه ۱                                                                       |
| ۱۳۷۲–۱۳۷۰ | مش‌خیرالله صندوقچه اسرار            | بازیگر       | داریوش مؤدبیان حسین فردرو                 | بازی در اپیزود «ماشالله پسر شمشیر»                                           |
| ۱۳۷۲      | همسایه‌ها                           | بازیگر       | حسن فتحی                                  | شبکه ۲                                                                       |
| ۱۳۷۲–۱۳۷۱ | آپارتمان                           | بازیگر       | اصغر هاشمی                                |                                                                              |
| ۱۳۷۱      | دردسر                              | بازیگر       | مجید ماهیچی                               | شبکه ۲                                                                       |
| ۱۳۷۱      | آخرین سند                          | بازیگر       | رضا گنجی                                  |                                                                              |
| ۱۳۶۹–۱۳۷۰ | پاپیچ                              | بازیگر       | رسول نجفیان                               | شبکه ۲                                                                       |
| ۱۳۶۹–۱۳۷۰ | نمایش‌های طنز                       | بازیگر       | رسول نجفیان                               | شبکه ۲                                                                       |
| ۱۳۶۹      | تله‌فیلم «صبحگاه خونین»             | بازیگر       | فرامرز باصری                              | فیلمی ویدئویی، با موضوع مبارزه با قاچاق مواد مخدر بود.                       |
| ۱۳۶۹      | آلبوم خانوادگی                     | بازیگر       | محمد رحمانیان                             | شبکه ۱ کارگردانان تلویزیونی: «شیرین جاهد» و «اسدالله ایمن»                   |
| ۱۳۶۸      | تله‌فیلم «یاقوت آبی»                | بازیگر       | بهمن زرین‌پور                              | به سفارش کمیتهٔ انقلاب اسلامی                                                 |
| ۱۳۶۸      | آقای خیالاتی (آقای دلار)           | بازیگر       | مجید بهشتی                                | شبکه ۱                                                                       |
| ۱۳۶۶      | گرگ‌ها                              | بازیگر       | داوود میرباقری                            |                                                                              |
| ۱۳۶۶      | تله‌تئاتر «ماجراهای رونالد و مادرش» | بازیگر       | حسین پناهی                                | کارگردان تلویزیونی: «شیرین جاهد»                                             |
| ۱۳۶۶      | تله‌تئاتر «سیاهی لشکر»              | بازیگر       | رسول نجفیان                               | کارگردان تلویزیونی: «مجید جوانمرد»                                           |
| ۱۳۶۵      | تله‌تئاتر «به سبک آمریکایی»         | بازیگر       | رسول نجفیان                               | کارگردان تلویزیونی: «شیرین جاهد»                                             |
| ۱۳۶۵      | تله‌تئاتر «طاق نصرت»                | بازیگر       | داوود مصلحی                               |                                                                              |
| ۱۳۶۴–۱۳۶۵ | سایهٔ همسایه                        | بازیگر       | اسماعیل خلج                               |                                                                              |
| ۱۳۶۴      | تله‌تئاتر «آسانسور»                 | بازیگر       | رسول نجفیان                               | کارگردان تلویزیونی: «گیتی جوادی»                                             |
| ۱۳۶۲      | تله‌تئاتر «آینهٔ خیال»               | بازیگر       | داوود میرباقری                            | کارگردان تلویزیونی: «امیر آقامیری»                                           |

### شبکه خانگی
| سال                                             | نام      | سمت    | کارگردان    | توضیحات          |
| ----------------------------------------------- | -------- | ------ | ----------- | ---------------- |
| داوینچیز\|بازیگر\|افشین هاشمی\|شبکه نمایش خانگی |          |        |             |                  |
| ۱۴۰۲                                            | سیاه‌چاله | بازیگر | حسین نمازی  | شبکه نمایش خانگی |
| ۱۳۸۹                                            | قهوه تلخ | بازیگر | مهران مدیری | شبکه نمایش خانگی |

### رادیو
- صبح جمعه با شما